# Leniuchowiec dwupalczasty
Leniuchowiec dwupalczasty, leniwiec dwupalczasty (Choloepus didactylus) – gatunek ssaka z rodziny leniuchowcowatych (Choloepodidae). Wiedzie samotny, skryty, raczej nocny, spokojny tryb życia wśród drzew lasów deszczowych Ameryki Południowej, żywi się pokarmem roślinnym, występuje też u niego koprofagia. Większość czasu spędza, odpoczywając, zawieszony pod gałęziami drzew bądź siedząc na nich. Po 10-miesięcznej lub dłuższej ciąży samica rodzi jedno młode. Nie zagraża mu wyginięcie.

## Genetyka
Diploidalna liczba chromosomów leniuchowca dwupalczastego wynosi między 52–54 a 64–65. Jest to więcej niż u leniuchowca krótkoszyjego.

## Budowa
Moraes-Barros podaje następujące wymiary leniuchowca dwupalczastego: długość ciała (bez ogona) 540–880 mm, długość ogona 9–33 mm, długość ucha 20–38 mm, długość tylnej stopy 103–170 mm. Masa ciała 4–11 kg. Czyni to leniuchowca dwupalczastego największym z dzisiejszych liściożerów. Drugi gatunek leniuchowca, leniuchowiec krótkoszyi, osiąga do 70 cm długości i 10 kg masy ciała. Leniwiec trójpalczasty, przy podobnej do tego ostatniego wielkości, jest znacznie lżejszy. Jednakże rozmiary leniuchowca znacznie ustępują wymarłym przedstawicielom rodziny leniuchowcowatych. Olbrzymi naziemny Megalonyx jeffersonii miał 3 m długości i ważył około tony.
Ciało pokrywa długie i gęste futro barwy jasnobrązowej bądź płowej. U osobników dziko żyjących ma ono zielonkawy pobłysk, który zawdzięcza obecności żyjących w nim glonów. Podszerstek nie występuje. Twarz zabarwiona jest na jasny brąz i nie rosną na niej włosy. Jej wygląd Moraes-Barros opisuje jako skórzasty. Ubarwieniem gardło nie różni się od otaczających je obszarów ciała, inaczej niż u niektórych leniwców. Na tułowiu sierść brzucha jest jaśniejsza niż na grzbiecie. Sierść na brzuchu tworzy przedziałek i zwisa w kierunku boków i grzbietu ciała. U osobników młodych futro jest ciemniejsze i bardziej miękkie.
W jamie gębowej obecne są zęby bez korzeni ani szkliwa. Siekaczy nie stwierdza się w ogóle, a przedtrzonowców nie można odróżnić od trzonowców.
Zwierzę ma długie przednie i tylne kończyny, prawie nieróżniące się długością. Zwiesza się na nich z gałęzi drzew. Przednie kończyny wieńczą po dwa długie, zakrzywione szpony. Cecha ta odróżnia leniuchowcowate od leniwcowatych o trójpalczastych przednich łapach. Kończyny tylne mają 3 pazury, tutaj nie ma różnicy z leniwcowatymi.
Dymorfizm płciowy nie występuje.

## Systematyka
Gatunek po raz pierwszy zgodnie z zasadami nazewnictwa binominalnego opisał w 1758 roku szwedzki przyrodnik Karol Linneusz nadając mu nazwę Bradypus didactylus. Miejsce typowe według oryginalnego opisu zostało błędnie wskazane na „Cejlon” (łac. Habitat in Zeylona), błąd ten poprawił w 1911 roku Oldfield Thomas jako miejsce typowe wskazując Surinam. Linneusz swój opis oparł na pracach wcześniejszych autorów.
Taksonomia dotycząca podgatunków wymaga ponownej oceny; różni autorzy wskazują na potencjalne zróżnicowanie między populacjami zachodnimi i wschodnimi.
Autorzy Illustrated Checklist of the Mammals of the World uznają Ch. didactylus za gatunek monotypowy.

### Etymologia
- Choloepus: gr. χωλοπους khōlopous „kulawo-nogi, chromo-nogi”, od χωλος khōlos „kulawy, chromy”; πους pous, ποδος podos „stopa”[23].
- didactylus: gr. δι- di- „podwójny”, od δις dis „dwa razy”, od δυο duo „dwa”[24]; δακτυλος daktulos „palec”[25].

## Tryb życia

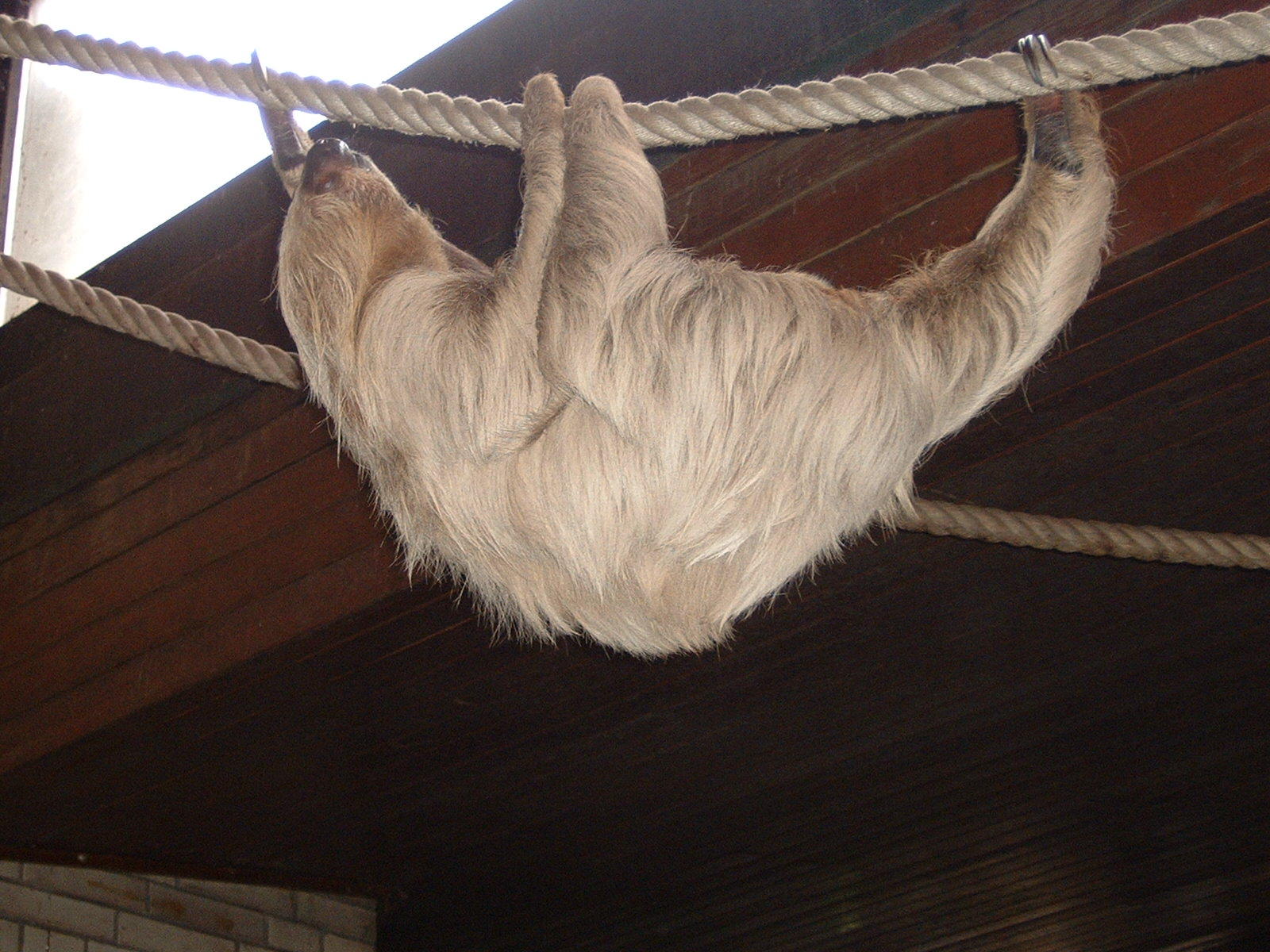
Leniuchowiec dwupalczasty porusza się po drzewach, zawieszony do dołu pod gałęziami – tak na wolności, jak i powyżej w zoo w Duisburgu

Zwierzę wiedzie spokojny, nadrzewny tryb życia. Jego aktywność przypada na noc. Badania przeprowadzone w niewoli wskazują na mało aktywny tryb życia. 45% czasu zwierzęta poświęcały spaniu, jedną czwartą żerowaniu bądź iskaniu zazwyczaj własnego futra, kolejna jedna piąta to odpoczynek przy zamkniętych oczach, kolejne 10% leniuchowce spędzały wybudzone, acz nieaktywne. Odpoczywać leniuchowce dwupalczaste mają w zwyczaju, zwieszając się z gałęzi w pozycji siedzącej z kończynami nad głową lub wspierając się na kończynach tylnych z głową i przednimi kończynami przewieszonymi nad pachwinami. Przemieszczają się wśród koron drzew, uczepione gałęzi czy lian.
Zwierzę schodzi z drzewa rzadko, zwykle celem defekacji co 3–5 dni, niekiedy też na ziemi współżyje.
Tryb życia wiedzie samotny. Jednak w niewoli trzymano leniuchowce dwupalczaste w parach bądź niewielkich grupach i osobniki te tolerowały takie warunki. Obserwowano jednak walki samców prawdopodobnie o samice.
Nie występuje sezon rozrodczy. Cykl jajnikowy samicy trwa 4–5 tygodni, z czego od 10 do 14 dni przypada na ruję. Samica spotyka samca, kopuluje z nim na ziemi bądź na drzewie zwieszona z gałęzi w pozycji brzuch do brzucha, po czym zachodzi w ciążę trwającą wedle Moraes-Barros od 330 do 350 dni, wedle IUCN 10 miesięcy. W jej efekcie rodzi pojedynczego noworodka. Nosi swe dziecko na brzuchu bądź na grzbiecie. Matka zajmuje się młodym przez 5 miesięcy. Pomimo jej opieki śmiertelność młodych w tym wieku jest duża. Matka nie wyda na świat kolejnego potomka przed upływem 14–27 miesięcy. Tymczasem samica osiąga dojrzałość płciową w wieku trzech lat. Samiec czeka na możliwość przekazania własnych genów 4–5 lat. Całkowita długość życia wynosi do 27 lat w niewoli, przy czym obserwowano samicę, która urodziła młode, licząc już 25 lat.
W sierpniu 2024 roku w wieku 54 lat zmarł najstarszy leniwiec dwupalczasty żyjący w niewoli. W ogrodzie zoologicznym spędził 38 lat, co przyniosło mu wpis do Księgi Rekordów Guinnessa. Zwierzę zamieszkiwało zoo w Krefeld w Niemczech, w którym doczekało się przyjścia na świat 22 potomków. 

## Rozmieszczenie geograficzne
Leniuchowiec dwupalczasty występuje w północno-wschodniej i południowej Wenezueli (Delta del Orinoco i na południe od rzeki Orinoko), Gujanie (Gujana, Surinam, Gujana Francuska), północnej i północno-środkowej Brazylii (wzdłuż Amazonki na zachód do Maranhão i na południe do Pará i Mato Grosso) oraz do górnej części dorzecza Amazonki w południowo-zachodniej Kolumbii (na północ do Meta i Guainía), wschodniego Ekwadoru oraz północno-wschodniego i wschodniego Peru; południowa granica w zachodniej części brazylijskiej Amazonii jest niejasna. Dodatkowe obserwacje z południowo-wschodniej części Pará wymagają potwierdzenia. Całkowity zasięg szacuje się na 4,2 miliona km².

## Ekologia

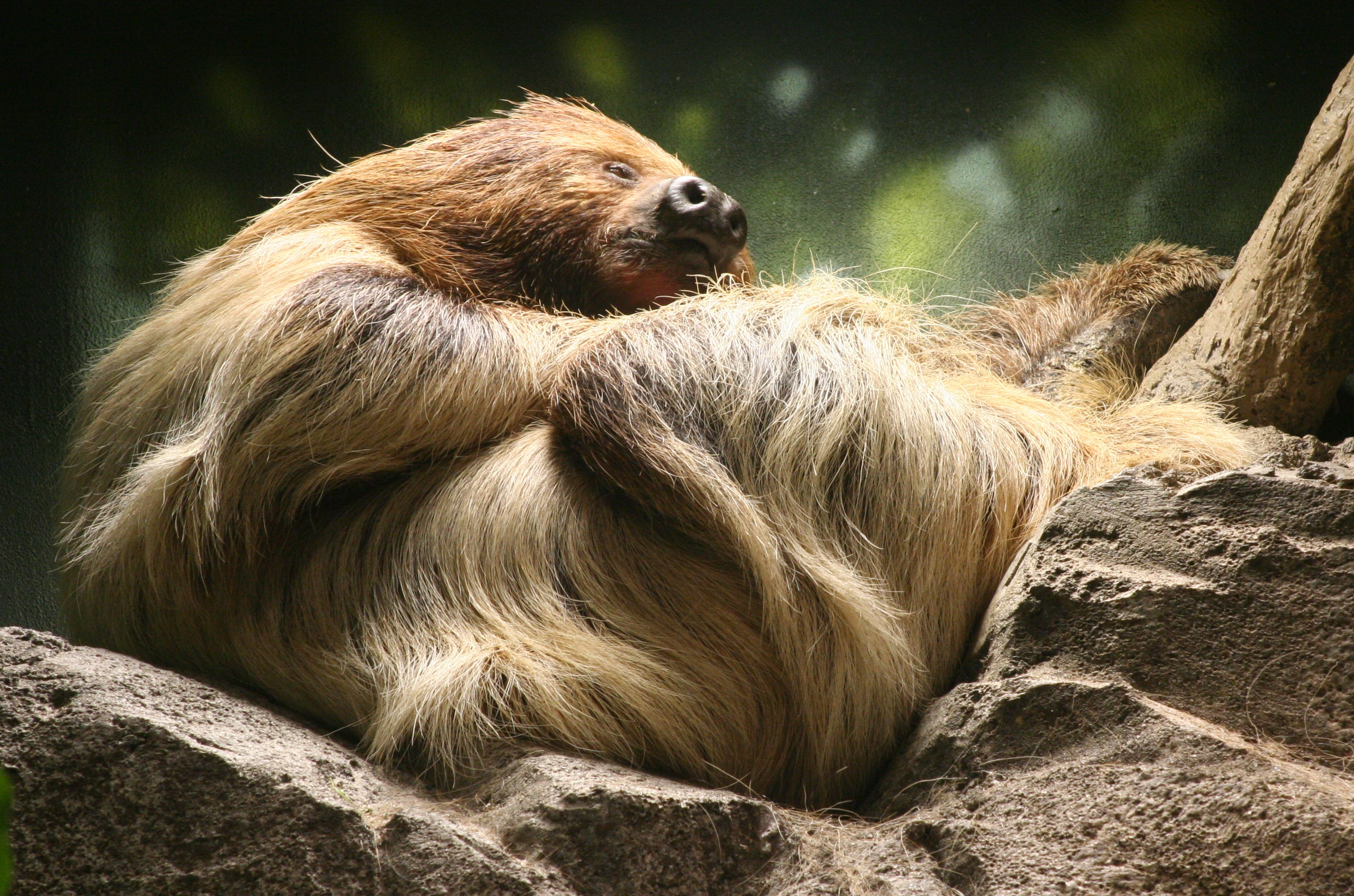
Leniuchowiec odpoczywający w zoo w Buffalo

Siedliskiem leniuchowca dwupalczastego są tropikalne lasy, zarówno pierwotne, jak i wtórne, zwykle nizinne, ale sięga on wysokości 2400 m nad poziomem morza.
Dieta składa się z roślin, jednak na wolności poznana została słabo. Większość dostępnych informacji dotyczy raczej leniuchowców dwupalczastych trzymanych w niewoli. Hodowanym osobnikom dostarcza się dziennie 350 g stałego pokarmu. Obserwowano również konsumowanie własnego stolca (koprofagia). Na wolności zwierzęta te obserwowano również żerujące w toaletach ludzkich. Prawdopodobnie dostarczały sobie w ten sposób białka i soli.
Wśród chorób wymienia się parakokcydioidomykozę wywoływaną przez grzyba Paracoccidioides brasiliensis. Do pasożytów zalicza się Leishmania braziliensis.

## Zagrożenia i ochrona
Całkowitej liczebności gatunku nie poznano. Gęstość populacji wedle danych z Gujany Francuskiej wynosi wedle Moraes-Barros pół zwierzęcia na hektar, wedle IUCN za Taube et al. 0,9 osobnika na ha. W Brazylii zagęszczenie jest mniejsze, wedle IUCN od 0,13 zwierzęcia na ha w okolicach Manaus do 0,88 w podmokłym lesie w rezerwacie Mamirauá. IUCN uznaje leniuchowca dwupalczastego za gatunek najmniejszej troski od 2006 roku. Wcześniej, w 1996 roku, klasyfikowała go jako gatunek o brakujących danych. Spadek liczebności mogący zagrozić istnieniu gatunku ocenia się jako nieprawdopodobny, ponadto zasiedla on obszary chronione. Człowiek na ten gatunek poluje oportunistycznie, prawdopodobnie w związku ze skrytym trybem życia leniuchowców w koronach drzew. Dla niektórych społeczności miejscowych stanowi on też tabu.